# Herbert Heinrich
Johannes Herbert Walter Heinrich (ur. 29 lipca 1899 w Lipsku, zm. 2 marca 1975 w Düsseldorfie) – niemiecki pływak, jeden z czołowych pływaków europejskich lat dwudziestych, medalista mistrzostw Europy, uczestnik igrzysk olimpijskich.
Pierwsze medal na arenie międzynarodowej zdobył na I Mistrzostwach Europy w Budapeszcie w 1926 roku. Został tam mistrzem w sztafecie 4 × 200 metrów stylem dowolnym, w której płynął na czwartej zmianie; i wicemistrzem na 400 metrów stylem dowolnym. Rok później, na Mistrzostwach Europy w Bolonii sztafeta niemiecka, płynąca w tym samym składzie: Heitmann, Rademacher, Berges i Heinrich; obroniła tytuł mistrzowski ustanawiając nowy rekord świata czasem 9:49,6. Heinrich obronił także srebrny medal na dystansie 400 metrów stylem dowolnym, a na dystansie 100 metrów stylem dowolnym zajął czwarte miejsce..
Heinrich wystartował podczas IX Letnich Igrzyskach Olimpijskich w Amsterdamie w 1928 roku. Wziął udział w dwóch konkurencjach pływackich. Na dystansie 100 metrów stylem dowolnym odpadł w fazie eliminacyjnej, zaś 400 metrów stylem dowolnym – w fazie półfinałowej. W sztafecie 4 × 200 m stylem dowolnym sztafeta niemiecka została zdyskwalifikowana w fazie eliminacyjnej.
Heinrich wystartował na mistrzostwach Europy jeszcze raz. Podczas Mistrzostw w Paryżu w 1931 roku zdobył z drużyną niemiecką srebrny medal w sztafecie 4 × 200 m stylem dowolnym.
Reprezentował barwy klubu SV Poseidon Leipzig.